# Pulau Beralo
Pulau Beralo is een bestuurslaag in het regentschap Kuantan Singingi van de provincie Riau, Indonesië. Pulau Beralo telt 1894 inwoners (volkstelling 2010).